# Campeonato Chileno de Futebol de 1945
O Campeonato Chileno de Futebol de 1945 (oficialmente Campeonato Nacional de Fútbol Profesional de la Primera División de Chile) foi a 13ª edição do campeonato do futebol do Chile. Os clubes jogavam em turno e returno. Não houve rebaixamento para a División de Honor Amateur, campeonato de segunda divisão predecessor do Campeonato Chileno de Futebol - Segunda Divisão. Entretanto, houve ascenso para a temporada seguinte.

## Participantes
| Equipe                                        | Cidade        | Região                  | No ano anterior       | Estádio                        | Capacidade | Títulos                    | Participações |
| --------------------------------------------- | ------------- | ----------------------- | --------------------- | ------------------------------ | ---------- | -------------------------- | ------------- |
| Audax Club Sportivo Italiano                  | La Florida    | Província de Santiago   | Vice Campeão          | Estádio Santa Laura            | 22.375     | 1 (1936)                   | 13            |
| Club Social y Deportivo Colo-Colo             | Ñuñoa         | Província de Santiago   | Campeão               | Estádio Nacional de Chile      | 55.100     | 4 (1937, 1938, 1940, 1944) | 13            |
| Club Deportivo Magallanes                     | Maipú         | Província de Santiago   | Terceiro Lugar        | Estádio de la Escuela Militar  | ---        | 4 (1933, 1934, 1935, 1938) | 13            |
| Club de Deportes Badminton                    | Santiago      | Província de Santiago   | Décimo Primeiro Lugar | Estádio Carabineros            | 12.000     | 0 (não possui)             | 13            |
| Corporación Club de Deportes Santiago Morning | Independencia | Província de Santiago   | Quarto Lugar          | Estádio Santa Laura            | 22.375     | 1 (1942)                   | 10            |
| Club Universidad de Chile                     | Santiago      | Província de Santiago   | Oitavo Lugar          | Estádio Santa Laura            | 22.375     | 1 (1940)                   | 8             |
| Club de Deportes Green Cross                  | Santiago      | Província de Santiago   | Décimo Lugar          | Estádio Carabineros            | 12.000     | 0 (não possui)             | 8             |
| Club Deportivo Universidad Católica           | Las Condes    | Província de Santiago   | Quinto Lugar          | Estádio Santa Laura            | 22.375     | 0 (não possui)             | 7             |
| Unión Española                                | Independencia | Província de Santiago   | Sétimo Lugar          | Estádio Santa Laura            | 22.375     | 1 (1943)                   | 12            |
| Santiago National Football Club               | Independencia | Província de Santiago   | Sexto Lugar           | Cancha de la Chacra Bezanilla  | ---        | 0 (não possui)             | 6             |
| Club de Deportes Santiago Wanderers           | Valparaíso    | Província de Valparaíso | Nono Lugar            | Estádio Elías Figueroa Brander | 23.000     | 0 (não possui)             | 3             |
| Corporación Deportiva Everton de Viña del Mar | Viña del Mar  | Província de Valparaíso | Décimo Segundo Lugar  | Estádio Sausalito              | 25.000     | 0 (não possui)             | 2             |

## Campeão
| Campeão Chileno 1945                                        |
| ----------------------------------------------------------- |
| Club de Deportes Green Cross (Santiago) (1º título) Campeão |